# Venelle en Boucle
La Venelle en Boucle (Loopsteeg en néerlandais) est une venelle bruxelloise de la commune de Woluwe-Saint-Pierre qui va de la Venelle aux Quatre Nœuds au PI du White Star sur une longueur totale de 58 mètres.

## Historique et description
La Venelle est Boucle est une voie piétonne qui fait partie de la cité Les Venelles.
La Cité-jardin « Les Venelles » est conçue en 1974 par les architectes du groupe AUSIA, Michel Benoît, Jean de Salle, Thierry Verbiest, A. Remoli, Chr. Roffian et Fr. Durt. Les mêmes architectes avaient déjà conçu, en 1969, les plans de la Cité de l'Amitié, située non loin de là. Cette dernière a largement inspiré le projet des Venelles. Le permis d'urbanisme est délivré le 5 juin 1974 et la cité érigée entre 1975 et 1977, par les entreprises François.
Le complexe compte dix-sept bâtiments totalisant ensemble 364 logements. Ils se répartissent sur un terrain en pente de quatre hectares, l'ancien terrain du club de football White Star, qui s'étendait à l'intérieur d'un vaste îlot formé par les rue Mertens, rue Van Bever, rue Kelle, rue au Bois et l'avenue Parmentier. La cité est presque entièrement ceinturée par les constructions plus anciennes à front de ces rues.